# Холмквистит
Холмквистит — минерал, литиевый амфибол цепочечного строения.
Названный по фамилии шведского исследователя П. Й. Холмквиста (P. J. Holmquist), A. Osann, 1913.
Синонимы: глаукофан литиевый.

## Описание
Химическая формула :
- 1. По Е. К. Лазаренко: Li 2 (Mg, Fe 2+) 3 (Al, Fe 3+) 2 [(OH, F) 2 |Si 8 O 22 ].
- 2. По К. Фрею: Li 2 Mg 3 Al 2 (Si 4 O 11) 2 (OH) 2 .
- 3. По «Fleischer’s Glossary» (2004): Li 2 (Mg, Fe) 3 Al 2 Si 8 O 22 (OH) 2 .

Состав (из кристаллического сланца Вост. Саян): Li 2 O — 2,55; MgO — 6,93; FeO — 13,04; Al 2 O 3 — 7,46; Fe 2 O 3 — 5,72; SiO 2 — 57,83; F — 0,91; H 2 O — 2,73.
Примеси: Na2O, CaO, MnO, K2O, TiO2.
Сингония ромбическая. Ромбо-дипирамидальный вид. Образует игольчатые и столбчатые кристаллы и лучистые, сноповидные агрегаты. Спайность по (210) совершенна. Плотность 3,06-3,13. Тв. 5-6. Цвет светло-голубой, темный фиолетово-голубой, фиолетовый. В шлифах светло-желтый до фиолетового.

## Распространение
Встречается на контакте литиевых пегматитов с кристаллическими сланцами. Редкий. Находки: Утьо (Швеция), штат Северная Каролина (США). В Украине найден в Приазовье.

## Разновидности
Различают: холмквистит-асбест (волокнистая разновидность холмквистита из Приазовья).